# Pleyber-Christ
Pleyber-Christ [plɛbɛʁ kʁist], ou Pleiber-Krist en Breton, est une commune du département du Finistère, dans la région Bretagne, en France, à la limite nord du parc naturel régional d'Armorique.

## Géographie

### Localisation
Située à 10 kilomètres au sud-ouest de Morlaix, la commune nord-finistérienne de Pleyber-Christ se situe dans l'arrondissement de Morlaix et fait partie du canton de Morlaix. Elle se situe également sur le territoire communautaire de la communauté d'agglomération Morlaix Communauté.
Elle fait partie du pays historique léonard.

#### Communes limitrophes
Le territoire de la commune est limitrophe de ceux de six communes :
|                             | Sainte-Sève     | Saint-Martin-des-Champs    |
| Saint-Thégonnec Loc-Eguiner | Pleyber-Christ  | Plourin-lès-Morlaix        |
|                             | Plounéour-Ménez | Le Cloître-Saint-Thégonnec |

### Géologie et relief
La commune de Pleyber-Christ fait partie du plateau granitique du Léon, reste de la pénéplaine post-hercynienne, non loin du pied du versant nord des monts d'Arrée, formant des paysages agricoles sur les lambeaux du plateau séparés par des vallées encaissées aux versants pentus et boisés.
Étendue (4 547 hectares), la commune a une altitude moyenne de 130 mètres. Ce morceau du plateau du Léon forme un pan légèrement incliné vers le nord, sa partie méridionale, plus proche des monts d'Arrée, culmine à 220 mètres au sud-ouest du finage communal et s'abaisse à une centaine de mètres dans la partie nord-est du territoire communal pour le plateau et nettement moins pour les fonds de vallée nettement encaissés : à leur sortie de la commune, le Queffleuth n'est plus qu'à 24 mètres d'altitude près de Pont-Pol et le Coat Toulzac'h vers 45 mètres à Pont-Toulzac'h.

### Hydrographie
Le finage communal est limité à l'est par le Queffleuth et à l'ouest par le Coat Toulzac'h, affluent de rive droite de la Penzé, fleuves côtiers coulant sud-nord et qui se jettent dans la Manche proche. La vallée du Queffleuth a permis la construction de nombreux moulins, les uns établis sur la rive droite et dépendant donc de la commune de Le Cloître-Saint-Thégonnec, les autres sur la rive gauche et dépendant donc de Pleyber-Christ : d'amont vers l'aval, la carte IGN au 1/25 000e actuelle recense encore 12 toponymes de moulins dans cette vallée sur approximativement six kilomètres, soit environ 1 tous les 500 mètres : le Moulin Quéneuf, le vieux Moulin, le Moulin Joanet, le Moulin du Clos, le Moulin Drézed, le Moulin de Penlan, le Moulin Rouge, Moulin Blanc, le Moulin de la Lande, le Moulin de Roz ar Vern, le Moulin des Prés, ar Vilin Ven (Vilin signifie moulin en langue bretonne).
Même la vallée du Coat Toulzac'h, cours d'eau au débit beaucoup plus modeste, abritait plusieurs moulins, situés soit sur la commune de Pleyber-Christ (ceux de rive droite), soit sur celle de Saint-Thégonnec (ceux de rive gauche) : d'amont vers l'aval, le Moulin Neuf, le Moulin Bailléguen, le moulin de Keranot, un ancien moulin sans nom indiqué se succèdent à la limite communale entre les deux communes précitées et quatre autres sont établis plus en aval le long du même cours d'eau sur son tronçon servant de limite communale entre Saint-Thégonnec et Sainte-Sève. Même un très modeste affluent de rive droite du Coat Toulzac'h abrite deux sites de moulins: ceux de Moulin Pont ar Bloc'h et Canhir Moulin et un affluent de rive gauche du Queffleuth en abrite un, celui de Milin-ar-Prat ("Moulin-du-Pré"), proche d'ailleurs du bourg.
Ces vallées encaissées ont aussi longtemps contribué à gêner les transports : ce n'est par exemple qu'en 1872 qu'est décidée la construction d'un pont sur le Queffleuth pour relier Pleyber-Christ à Plourin-les-Morlaix.

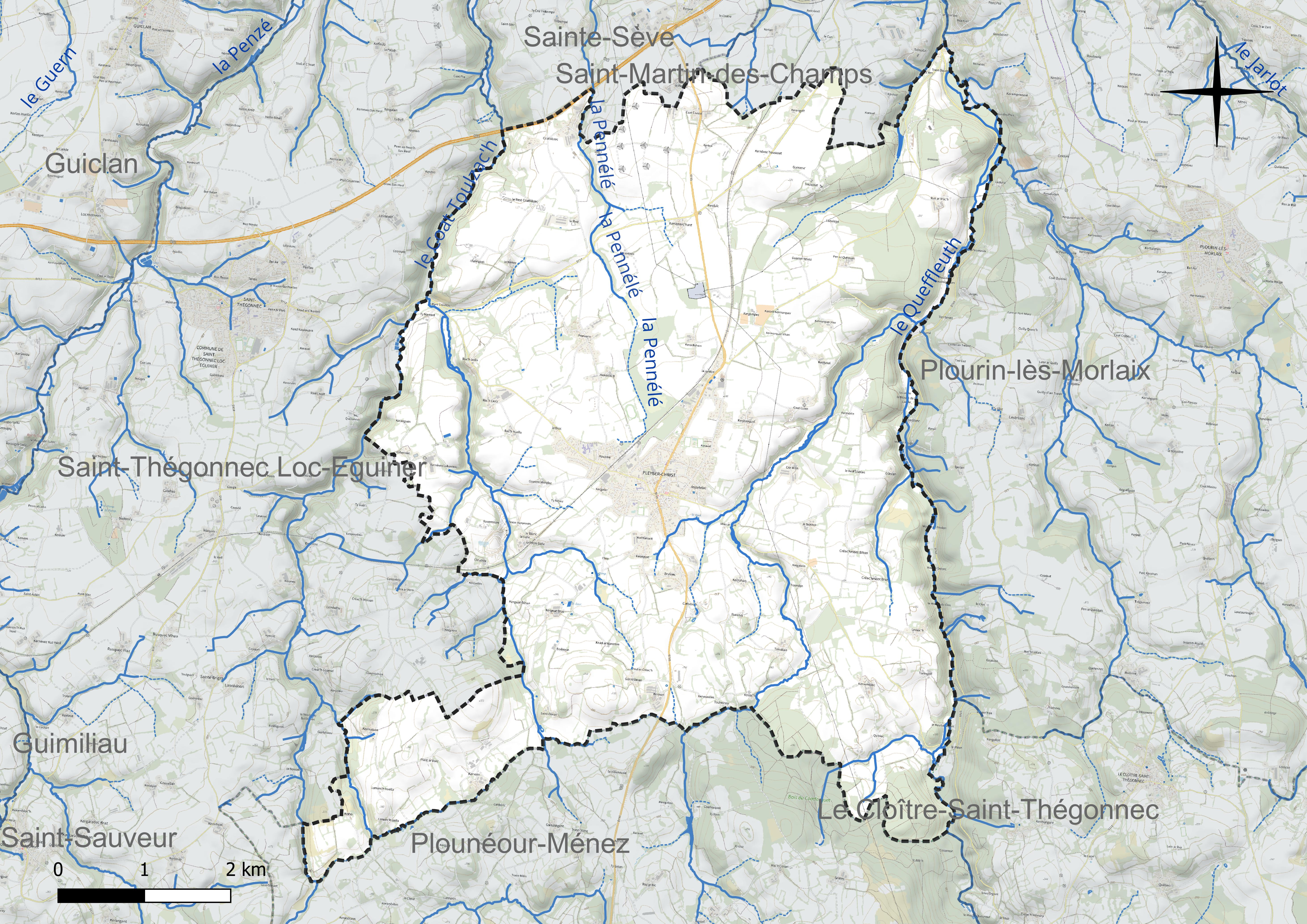
Réseau hydrographique de Pleyber-Christ.

### Voies de communications et transports
La commune est bien desservie par les transports: l'axe Lorient-Roscoff (commun avec l'axe Quimper-Morlaix D 785 à cet endroit) traverse de la commune et le bourg ; la route nationale 12 (voie express) Paris-Brest passe à proximité et la commune est desservie par l'échangeur de Penn-Prad à Sainte-Sève. La voie ferrée Paris-Brest passe en plein bourg, ce qui permet à la commune d'être desservie par une gare TER. Même les relations avec l'Angleterre sont aisées en raison de la proximité du port de Roscoff (ligne de ferries Roscoff-Plymouth). La commune est proche de la limite nord du parc naturel régional d'Armorique.

### Climat
Le climat qui caractérise la commune est qualifié, en 2010, de « climat océanique franc », selon la typologie des climats de la France qui compte alors huit grands types de climats en métropole. En 2020, la commune ressort du type « climat océanique » dans la classification établie par Météo-France, qui ne compte désormais, en première approche, que cinq grands types de climats en métropole. Ce type de climat se traduit par des températures douces et une pluviométrie relativement abondante (en liaison avec les perturbations venant de l'Atlantique), répartie tout au long de l'année avec un léger maximum d'octobre à février.
Les paramètres climatiques qui ont permis d’établir la typologie de 2010 comportent six variables pour les températures et huit pour les précipitations, dont les valeurs correspondent à la normale 1971-2000. Les sept principales variables caractérisant la commune sont présentées dans l'encadré ci-après.
| Paramètres climatiques communaux sur la période 1971-2000 - Moyenne annuelle de température : 11,1 °C - Nombre de jours avec une température inférieure à −5 °C : 0,7 j - Nombre de jours avec une température supérieure à 30 °C : 0,5 j - Amplitude thermique annuelle : 10,2 °C - Cumuls annuels de précipitation : 1 089 mm - Nombre de jours de précipitation en janvier : 16,1 j - Nombre de jours de précipitation en juillet : 8,5 j |

Avec le changement climatique, ces variables ont évolué. Une étude réalisée en 2014 par la Direction générale de l'Énergie et du Climat complétée par des études régionales prévoit en effet que la température moyenne devrait croître et la pluviométrie moyenne baisser, avec toutefois de fortes variations régionales. La station météorologique de Météo-France installée sur la commune et mise en service en 1994 permet de connaître l'évolution des indicateurs météorologiques. Le tableau détaillé pour la période 1981-2010 est présenté ci-après.
| Mois                                  | jan.            | fév.          | mars          | avril         | mai           | juin           | jui.          | août          | sep.           | oct.            | nov.          | déc.            | année     |
| ------------------------------------- | --------------- | ------------- | ------------- | ------------- | ------------- | -------------- | ------------- | ------------- | -------------- | --------------- | ------------- | --------------- | --------- |
| Température minimale moyenne (°C)     | 3,8             | 4             | 4,8           | 5,6           | 8,4           | 10,9           | 12,7          | 13            | 11             | 9,4             | 6,4           | 3,9             | 7,8       |
| Température moyenne (°C)              | 6,4             | 6,9           | 8,3           | 9,7           | 12,7          | 15,5           | 17,2          | 17,5          | 15,4           | 12,8            | 9,2           | 6,6             | 11,5      |
| Température maximale moyenne (°C)     | 8,9             | 9,8           | 11,8          | 13,8          | 17            | 20,1           | 21,7          | 22,1          | 19,8           | 16,2            | 12            | 9,2             | 15,2      |
| Record de froid (°C) date du record   | −8,3 02.01.1997 | −7,6 11.02.12 | −4,6 01.03.04 | −2 11.04.06   | −1 13.05.10   | 3,5 03.06.1996 | 5,7 16.07.01  | 5,3 30.08.11  | 3,1 14.09.1996 | −3,5 29.10.1997 | −4,6 29.11.10 | −6,7 31.12.1996 | −8,3 1997 |
| Record de chaleur (°C) date du record | 16,5 24.01.16   | 22,7 27.02.19 | 25,9 31.03.21 | 29,2 15.04.15 | 30,9 26.05.17 | 34,8 20.06.17  | 35,7 19.07.16 | 37,1 09.08.03 | 33,1 14.09.20  | 29,4 02.10.11   | 21,2 01.11.15 | 17,3 19.12.15   | 37,1 2003 |
| Précipitations (mm)                   | 130,6           | 110,6         | 88,7          | 85,9          | 79,4          | 54,6           | 64,9          | 62,4          | 73,4           | 108,5           | 130,9         | 136,9           | 1 126,8   |

## Urbanisme

### Typologie
Au 1er janvier 2024, Pleyber-Christ est catégorisée bourg rural, selon la nouvelle grille communale de densité à 7 niveaux définie par l'Insee en 2022.
Elle appartient à l'unité urbaine de Pleyber-Christ, une unité urbaine monocommunale constituant une ville isolée,. Par ailleurs la commune fait partie de l'aire d'attraction de Morlaix, dont elle est une commune de la couronne,. Cette aire, qui regroupe 24 communes, est catégorisée dans les aires de 50 000 à moins de 200 000 habitants,.

### Occupation des sols
L'occupation des sols de la commune, telle qu'elle ressort de la base de données européenne d’occupation biophysique des sols Corine Land Cover (CLC), est marquée par l'importance des territoires agricoles (75,6 % en 2018), une proportion sensiblement équivalente à celle de 1990 (75,8 %). La répartition détaillée en 2018 est la suivante :
terres arables (37,9 %), zones agricoles hétérogènes (32,1 %), forêts (17,6 %), prairies (5,6 %), zones urbanisées (4,2 %), milieux à végétation arbustive et/ou herbacée (1,9 %), mines, décharges et chantiers (0,6 %). L'évolution de l’occupation des sols de la commune et de ses infrastructures peut être observée sur les différentes représentations cartographiques du territoire : la carte de Cassini (XVIIIe siècle), la carte d'état-major (1820-1866) et les cartes ou photos aériennes de l'IGN pour la période actuelle (1950 à aujourd'hui).

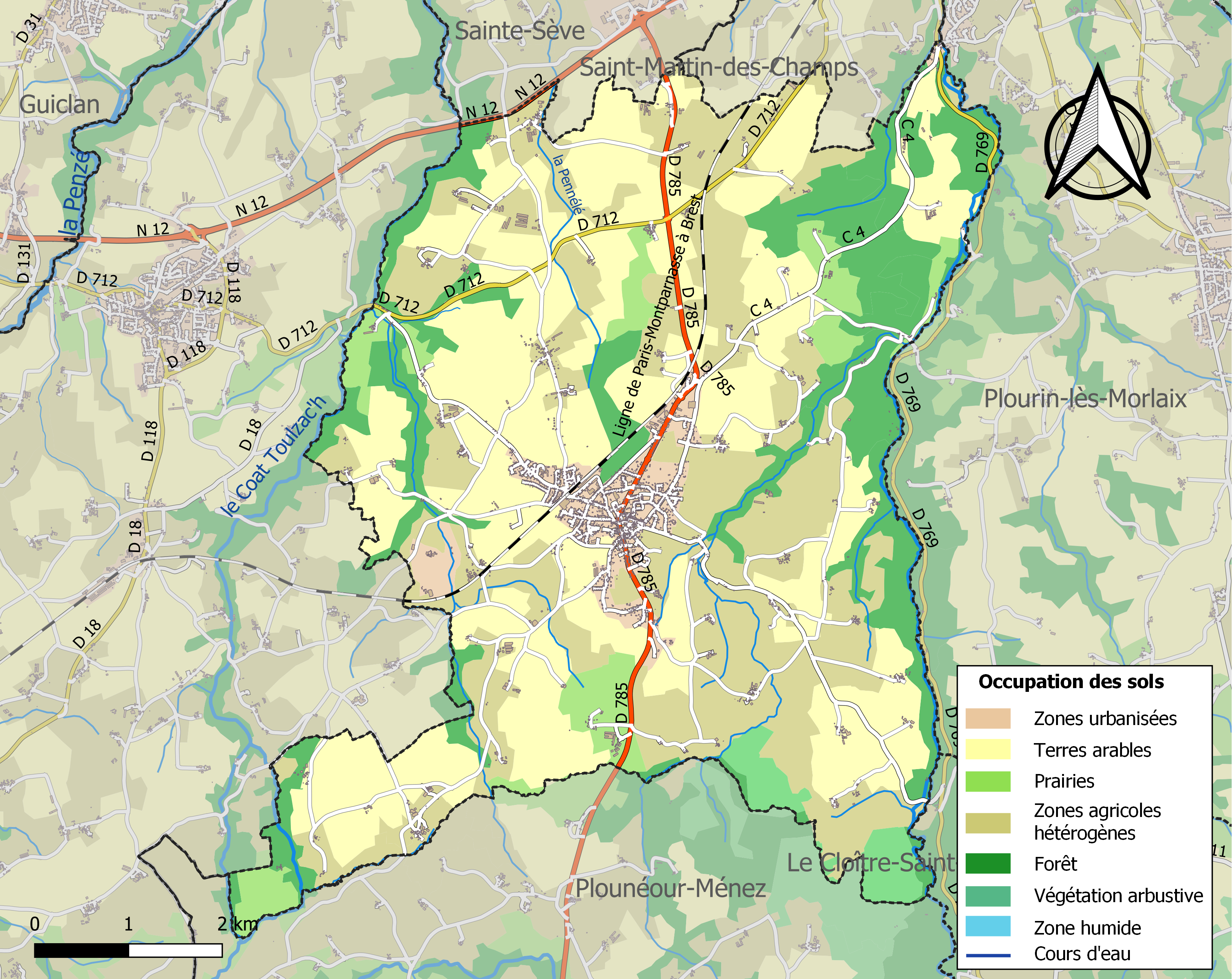
Carte des infrastructures et de l'occupation des sols de la commune en 2018 (CLC).

## Toponymie
Le nom de la localité est attesté sous les formes Pleyber (1163) ; Pleiber Rivault (1297) ; P(l)oeyberrivaut (1310) ; Ploeyber Rivaut (v. 1330) ; Pleyber Rivaut (1403) ; Ploeber Rivault (1426) ; Pleyber Ruaut (1466) ; Pleiber Christ (1458) ; Pleibercrist (1598).
Le nom de Pleyber-Christ proviendrait de l'ancien breton ploe ou plou (paroisse), et de saint Yben (ou Ibe ou Etbin), saint breton peu connu, à l'origine aussi du nom de Pleyben. Ce serait plutôt un moine ou un grand propriétaire répondant au nom de Iber. Christ viendrait peut-être des seigneurs de Kergrist, nom d'un édifice religieux suggérant une ancienne fondation des Templiers. Les Templiers n'ont laissé aucune trace dans cette paroisse primitive. La seigneurie de Kergrist date au plus tôt du XIVe siècle. Le nouveau bourg s'est implanté après 1180 au carrefour de la voie romaine Carhaix-Morlaix et la voie Lannéanou-Plouvorn. Pleiber Christi est le chef-lieu d'une paroisse bâtie au croisement de deux voies importantes à l'époque. (Lucien Rohou)  Une des paroisses primitives de l'Armorique au VIe siècle était nommée Ploe-Iber, elle regroupait alors les communes actuelles de Saint-Thégonnec, Saint-Martin-des-Champs, Sainte-Sève, Pleyber-Christ et tout le Morlaix Ouest de la rive gauche du Queffleuth. Son centre religieux aurait été le lieu-dit Coz-Ilis (Vieille église) situé au voisinage du Treuscoat, de Kernévez ou de Runduic, à environ 4 kilomètres du bourg actuel et alors situé en bordure d'un chemin gaulois réutilisant le tracé commun aux voies romaines Carhaix - Morlaix et Quimper - Morlaix.

## Histoire

### Des origines au Moyen Âge
Des maisons de l'époque romaine ont été construites dès les premiers siècles après Jésus-Christ sur la garenne nommée Goarem-Ven, près de Lanmarc'h-Izella. Cette occupation se reconnait à la présence de fragments de tuile. Le site a marqué de son nom une vaste région. La tour de Lanmarc'h contrôlait la voie antique Quimper-Morlaix.
Le premier démembrement de la paroisse primitive de Ploe-Iber a eu lieu en 1128 (le comte du Léon, Hervé, fait don à l'abbaye de Marmoutier du territoire correspondant en gros aux actuelles communes de Saint-Martin-des-Champs et Sainte-Sève) et un second vers 1180 (Saint-Thégonnec, Morlaix rive gauche et une partie de Sainte-Sève deviennent propriété du seigneur de Penhoat), ce qui reste de Ploe-Iber appartenant au vicomte du Léon. Un premier lieu de culte fut construit, vraisemblablement vers l’an 1200, au bourg actuel de Pleyber-Christ qui échut à un certain Rivault ou Rival et fut dénommé alors Ploeyber-Rivault. En 1458 le vicomte du Léon Allain de Rohan cède des terres à cet endroit à Jehan de Kergrist : il est probable que le suffixe "Christ" du nom porté par la suite par la paroisse provienne de ce nom.
En 1445, on dénombrait à "Pleybert-Rivault" les nobles suivants : Kerguenneuc (Jehan) possède Lesquifiout. Cosquer (Jehan). Cazré (alias). an Roch (Yvon). Trenengan (Derrien). an Henneuc (Guillaume). Keroust (Maître Yvon). Roche (Guillaume de la). an Henneuc (Raoul). Kerguenneuc (Hervé). Simon (Hervé). Roche (Yvon de la). Lors de la Montre de l'évêché de Léon en 1534, à la convocation du ban et arrière-ban de la châtellenie de "Morlaix-Leanmeur", la paroisse de "Pleybert-Rivault" est représentée par François Kerguennec, sieur de Lesquiffiou, homme d'armes; François Kerchrist, sieur de Treuscoat, archer; Maistre Yves Keraudy, sieur de Lohennec, archer à deux chevaux; Charles de la Roche, sieur de Kergrach, en brigandine; François Fenegan. Allain Coatangars, sieur du Cosquer, en brigandine.
Le château de la Roche-Héron, qui était situé à l'ouest de la paroisse en direction de Saint-Thégonnec, fut détruit pendant les guerres de la Ligue, donc dans la seconde moitié du XVIe siècle.
La paroisse de Pleyber-Christ faisait partie de l'archidiaconé de Léon relevant de l'évêché de Léon et était sous les vocables de saint Pierre et de la Sainte Croix.
Au XVIIe siècle, la seigneurie de Penhoët, sise en Saint-Thégonnec, s'étendait alors sur huit paroisses : Saint-Thégonnec, Taulé, Plouvorn, Plougar, Guiclan, Pleyber-Christ, Plounéour-Ménez et Commana.

### La prospérité grâce au lin et au chanvre (XVIe–XVIIIesiècle)
Le temps est déjà loin où toute la campagne du Haut Léon, surtout “ la montagne ” (région des monts d'Arrée, mais aussi à Pleyber-Christ résonnait du bruit des métiers à tisser les toiles de lin, les fameuses “ Crées du Léon ”, mondialement connues aux XVIe, XVIIe et XVIIIe siècles : ce fut pour nos ancêtres une période de grande prospérité : en témoignent encore les pierres en ruine des anciennes buanderies ("kanndi"), les pierres de taille des maisons de “ fabricants ” toiliers, les pierres prestigieuses des calvaires, ossuaires et églises des enclos paroissiaux. Dans cette région riche en cours d’eau et en sources, les paysans tisserands, dénommés les "Juloded", bâtissent des maisons qui étonnent par leur qualité, par une certaine magnificence et les noms gravés, comme dans les villages de Kervern, le Barric, et Trévalan. Chaque village de la zone toilière avait sa buanderie (kanndi), dans laquelle se blanchissait les fils de lin. Actuellement en ruines pour la plupart, ces anciennes constructions font l’objet de travaux de remise en état (sites de Traon-Kéromnès et de Kerioual).
Les maisons des Juloded, les paysans-marchands toiliers, sont des constructions à l'appareillage soigné, parfois en pierre de taille. Un escalier extérieur, également en pierre, reliait les deux étages et était protégé par une avancée du toit. La façade principale présente un pignon en avancée, un apotheiz, qui a donné à ce genre de construction le nom de « maison à apotheiz », maison à avancée, encore appelée, mais à tort, « maison de tisserand » ou « maison anglaise », ty-saoz en breton car des négociants britanniques venaient à Morlaix acheter des toiles de lin. Parmi les plus caractéristiques sur le territoire communal, l'on trouve celles de Kervern (deux maisons de 1647 et 1662), de Lanmarc'h-Izella, du Barric.

### La châtellenie du Daoudour
Au XVIIe siècle, la châtellenie de Daoudour est subdivisée en deux juridictions : celle de "Daoudour-Landivisiau", dite aussi "Daoudour-Coëtmeur", qui avait son siège à Landivisiau et comprenait Plouvorn et ses trèves de Mespaul et Sainte-Catherine, Plougourvest et sa trève de Landivisiau, Guiclan, Saint-Thégonnec, Guimiliau, Lampaul-Bodénès, Pleyber-Christ, Commana et sa trève de Saint-Sauveur, Plounéour-Ménez et pour partie Plouénan ; et celle de "Daoudour-Penzé", qui avait son siège à Penzé et comprenait Taulé et ses trèves de Callot, Carantec, Henvic et Penzé, Locquénolé, Saint-Martin-des-Champs et sa trève de Sainte-Sève.

### La Révolution française
Les deux députés représentant la paroisse de Pleyber-Christ lors de la rédaction du cahier de doléances de la sénéchaussée de Lesneven le 1er avril 1789 étaient Guillaume Criminec et Jacques Mazé.
Les prêtres de la paroisse, le recteur Grall et son vicaire Léveyer refusent de prêter le serment de fidélité à la Constitution civile du clergé et sont suspendus. En avril 1791, un recteur et un curé constitutionnel sont élus : Jean François Le Febvre et Yves Clastrou.
En 1790, le procureur-syndic de la commune Hervé Kerauffret écrit à Jacques Mazé, qui vient d'être élu maire de la commune : « la misère étant devenue si grande, il n'est guère possible que les pauvres de cette paroisse puissent subsister, qu'ils ont même besoins d'un prompt secours, ce qui est à la Connaissance publique, qu'en conséquence il requiert à ce qu'il leur soit apporté incessamment les secours dont ils ont besoin, autant que les familles le permettront, par leur sacrifice d'une somme d'argent pris des coffres de la commune et déposée au main de Sébastien Martin et Guillaume le Traon fabriques pour être par eux employée en achat d'une certaine quantité de grain chaque semaine et dont le nombre de quartiers leur sera fixé, ainsi que la forme de leur distribution ». La municipalité qui vient d'être mise en place accède à cette demande:'"L'assemblée délibérant sur la remontrance du procureur de la Commune et reconnoissant l'état affligeant ou se trouvent dans le moment les pauvres de cette paroisse a décidé et ordonne qu'il fera adressé par les dits fabriques pour être employé au soulagement des dits pauvres, quatre quarties de bleds d'orges, par semaine, qu'il distriburont en farine aussi chaque semaine".
En 1794, Marie-Julienne G.., en religion sœur Pauline, née à Pleyber-Christ, religieuse à Tréguier, puis retirée à Taulé, fut arrêtée en 1791 et condamnée à mort par le Tribunal révolutionnaire de Brest le 9 juillet 1794.
Le 3 prairial an II (9 juillet 1794), le marchand de toiles landivisien Guillaume Le Roux, originaire de Pleyber-Christ, fut guillotiné à Brest.

### LeXIXesiècle

#### L'agriculture vers 1840
Selon des statistiques agricoles publiées en 1849 et concernant selon les productions des années comprises entre 1836 et 1846, la population agricole en 1836 est de 3132 personnes, soit la totalité de la population communale. La répartition de l'occupation des terres est alors la suivante : 1 823 ha de terres arables, 1 663 ha de landes et bruyères, 529 ha de bois, taillis et plantations, 337 ha de prairies naturelles, 2 ha de marais et étangs ; la commune possédait alors 26 moulins en activité. Les paysans de Pleyber-Christ cultivaient à l'époque 365 ha d'avoine, 365 ha de froment, 273 ha d'orge, 83 ha de seigle, 146 ha de sarrasin, 36 ha de lin, 6 ha de chanvre, 55 ha de navets, betteraves, carottes et choux (dont 36 ha de navets et 6 ha de choux), 273 ha de trèfle, 105 ha de pommes de terre, 1 579 ha d'ajoncs d'Europe, 128 ha restant en jachère, et élevaient 530 chevaux (350 mâles, 100 juments, 80 poulains), 800 bovins (dont 550 vaches), 515 porcs, 63 ovins (12 béliers, 24 moutons, 17 brebis, 10 agneaux), 8 chèvres, 160 poules et 45 coqs, 22 canards, 10 oies, et possédaient 300 ruches à miel.

#### L'essor de l'industrie papetière
À partir du XVe siècle et surtout au XIXe siècle, l'industrie papetière fit la prospérité de la commune: une vingtaine de moulins à papier sont alors en activité dans la commune. Alimentés en chiffons par les pilhaouers des monts d'Arrée, les nombreux moulins de la vallée du Queffleuth bénéficiaient d’une bonne qualité et d’un fort débit des eaux : « Le papier, c'est d'abord le ramassage, la collecte de la matière première qui est collectée par les chiffonniers (pilhaouers) qui viennent des monts d'Arrée, la montagne pauvre. Donc ils descendant par des chemins qui sont aujourd'hui des chemins de randonnées tout au long de la vallée. Ils descendant jusqu'à la zone côtière où est cultivé le lin et où ils trouvent les résidus d'étoupes et des chiffons qui seront utilisés pour fabriquer le papier. (…) Les chiffonniers ont amené la matière première. Là, les papetiers vont fabriquer différents qualités de papier : du papier d'emballage, du papier d'imprimerie, qui partira pour Morlaix (…) où il sera utilisé soit pour l'emballage des toiles de lin, soit pour la fabrication de cartes à jouer ou d'imagerie d'Épinal qui seront exportés par le port ».
En 1831, François-Marie Andrieux crée, sur le site de la Lande, la papeterie de Glaslan, équipée de machines à papier en continu, de fabrication anglaise. Cette usine papetière cessa son activité à la fin du XIXe siècle, bien après l'arrêt successif des moulins artisanaux.
Le pourcentage de conscrits illettrés à Pleyber-Christ entre 1858 et 1867 est de 62 %.
En août 1878, le conseil général du Finistère approuve le transfert de Plounéour-Ménez à Pleyber-Christ de la caserne de gendarmerie qui est décidée finalement par le ministère de la guerre en septembre 1879. Le transfert a effectivement lieu en 1882.
L'élevage des chevaux fut longtemps une activité importante. À la fin du XIXe siècle, Pleyber-Christ comptait 13 maréchaux-ferrants. En 1899, Pleyber-Christ fait partie des dix-huit seules communes du département du Finistère à déjà posséder une société d'assurance mutuelle, forte de 53 adhérents, contre la mortalité des animaux de ferme, qui assure les chevaux et les bêtes à cornes.

### LeXXesiècle

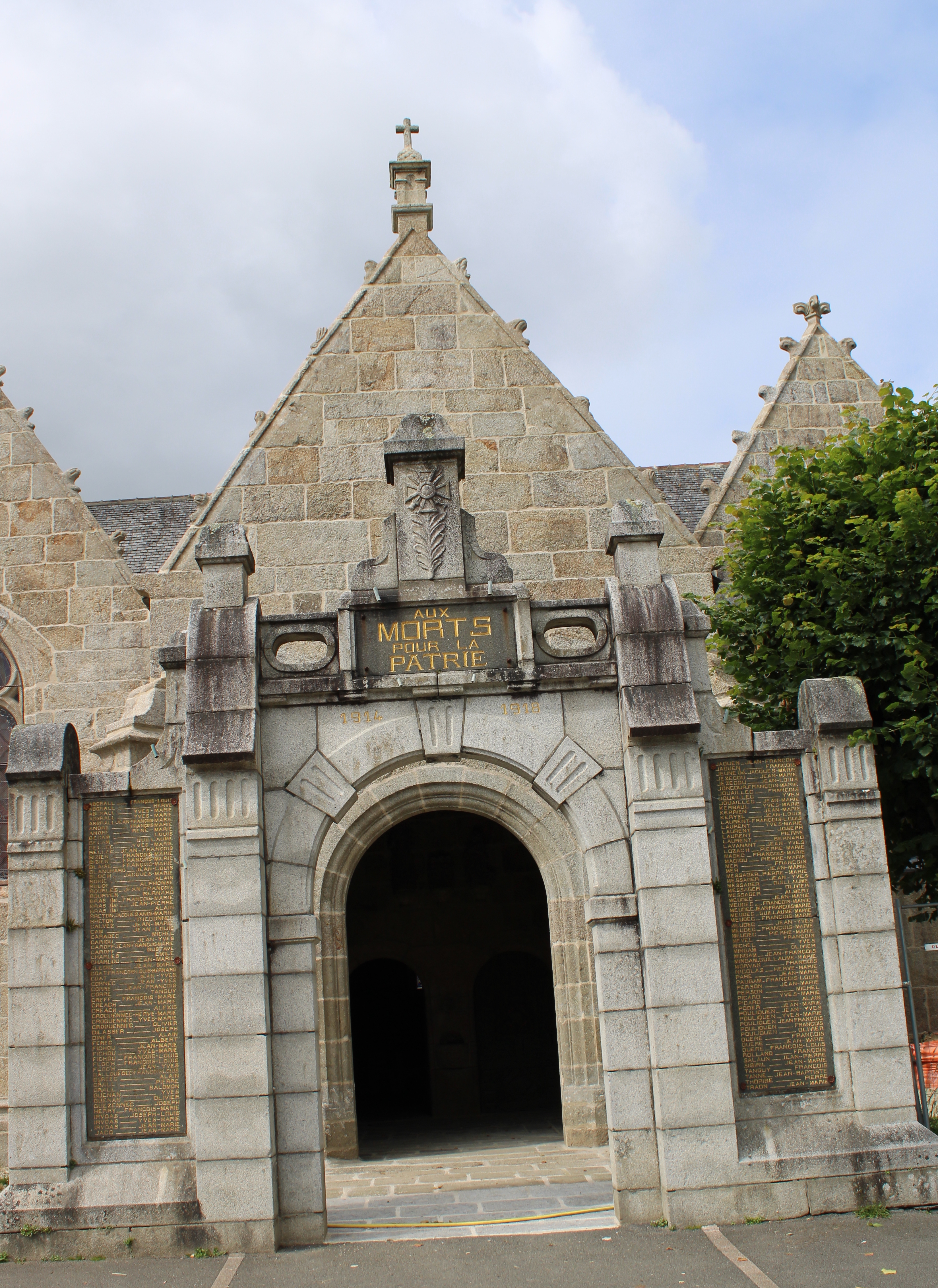
Le Monument aux morts dans la porte duquel il faut passer pour entrer dans l'enclos paroissial.

Le bourg de Pleyber-Christ a été électrifié peu après la Première Guerre mondiale « grâce à l’habileté des frères Quéré qui avaient fait une installation artisanale au moulin Jouanet, à la limite de la commune, sur la route du Cloître-Saint-Thégonnec ». Plus tard la compagnie Lebon devait racheter l’installation. L’époque des compagnies d’électricité était venue.

#### La Belle Époque
Répondant en 1904 à une enquête de l'inspection académique, un instituteur de Pleyber-Christ affirme que « ceux qui ne parlent pas et surtout ne comprennent pas le français sont en bien petit nombre » et ajoute qu'« il est des personnes qui ne comprennent pas un mot de breton », même si la plupart s'expriment couramment en breton. Il ajoute que le catéchisme « pourrait être donné exclusivement en français. Tous les enfants qui fréquentent l'école publique de la commune et qui doivent faire leur première communion sont en état d'apprendre et de comprendre facilement le catéchisme français ».
Le journal Ouest-Éclair relate ainsi la querelle des inventaires à Pleyber-Christ :

« Mercredi, M. Fougerole, sous-inspecteur de l'enregistrement à Morlaix, s'est présenté  à l'église paroissiale de Pleyber-Christ pour procéder à l'inventaire. Dès la première heure, presque toute la population du bourg s'était rendue à la basilique. À neuf heures et demie, M. Fougerole a été reçu par le recteur, entouré du Conseil de fabrique. Après lecture d'une courte et énergique protestation, M. le Recteur a déclaré que lui et les membres du Conseil de fabrique ne serviraient pas de témoins et, qu'en outre, la sacristie serait fermée. M. Fougerole est alors allé chercher les deux cantonniers qui devaient lui servir de témoins. Un quart d'heure après, il revient et procède immédiatement à l'inventaire de l'église, qui est absolument comble. Au bout d'une demi-heure, il se retire sans essayer de pénétrer dans la sacristie. Pendant toute la durée de la présence de l'agent du gouvernement, les fidèles n'ont cessé de prier, puis M. le recteur a donné sa bénédiction. Ajoutons que la grande majorité des fidèles était absolument décidée à fermer les portes, mais le recteur a désiré se conformer à ce qui s'est passé à Morlaix, Saint-Thégonnec, Guimiliau et Plourin. Les fidèles ont écouté les conseils du recteur. »

Le maire fut suspendu par le préfet pour s'être opposé aux expulsions.

#### La Première Guerre mondiale
Le monument aux morts de Pleyber-Christ porte les noms de 130 soldats morts pour la France pendant la Première Guerre mondiale. Marie Laurent, née Marie Sibiril, de Kervenezec en Pleyber-Christ, veuve, perdit ses quatre fils au combat : François, Yves, Joseph, Pierre, ce dernier mort pour la France le 16 novembre 1918, soit cinq jours après l'armistice. Parmi les autres soldats morts pour la France pendant cette guerre, Hervé Abgrall fut décoré de la Médaille militaire et de la Croix de guerre avec étoile de bronze. Deux au moins (Jean Meudec, Jean Salaun) sont des marins disparus en mer ; trois au moins (Joseph Dilasser, Pierre Meudec, Pierre Thoribe) sont morts sur le front belge ; Alain Bohic est mort en captivité en Allemagne ; la plupart des autres sont décédés sur le sol français.

#### Les établissements Guével
Les établissements Guével, créés par Jean-François Guével en 1899, grossistes en boissons, devinrent un important centre régional du commerce du vin. Ils ont longtemps marqué la commune, y compris dans sa physionomie avec la série des camions parfaitement alignés en dehors des heures de livraison. Absorbés un temps par France-boissons, l'entreprise a fermé aux alentours de l'an 2000. Le site est désormais occupé par la société TWD (Trans West Distribution) qui exploite une plate-forme logistique (transport, distribution, stockage, affrètement), passée de 8 salariés en 2003 à 38 en 2007.

#### La Seconde Guerre mondiale

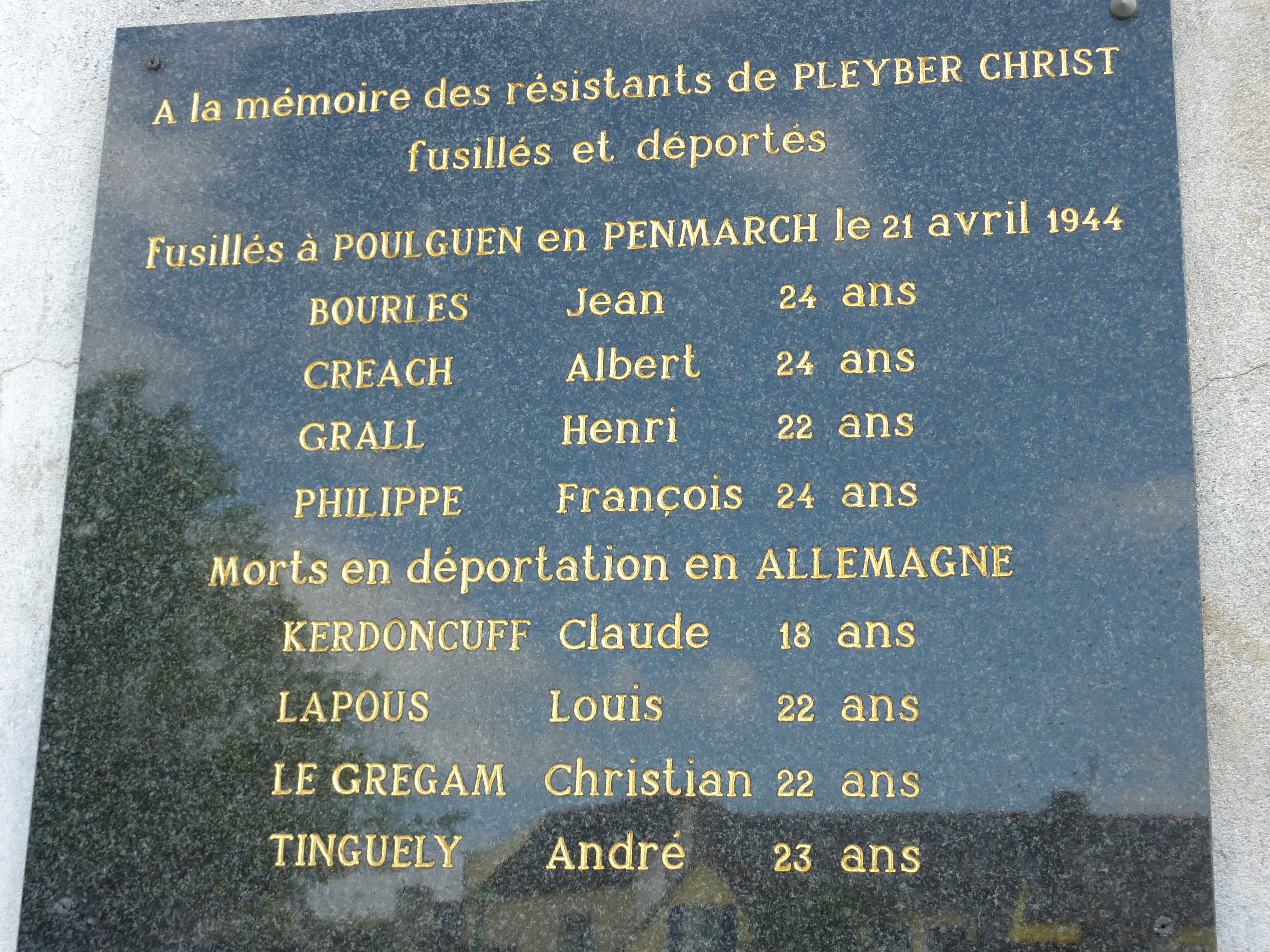
Plaque commémorative des résistants fusillés et déportés

Le monument aux morts de Pleyber-Christ porte les noms de 30 personnes mortes pour la France pendant la Seconde Guerre mondiale.
L'histoire de la Seconde Guerre mondiale à Pleyber-Christ a fait l'objet d'un numéro spécial de la revue d'histoire locale "L'écho du Porz-Ruz". Parmi les déportés, Jean Gourvest, né le 20 janvier 1913 à Pleyber-Christ, fut arrêté sur le territoire du Troisième Reich (hors Alsace-Moselle) et interné au KL Buchenwald le 3 mars 1945 (matricule : 133211), fut aussi déporté à Erfurt, mais revint vivant des camps de concentration.
Le 12 novembre 1943 un train de marchandises se dirigeant vers Brest est mitraillé en gare de Pleyber-Christ par un avion allié. Le 5 décembre 1943, seize bombes tombent sur Pleyber-Christ (dont 12 près du hameau de Coatizelec, une jeune fille est tuée), une à Sainte-Sève et trois à Guiclan, causant des dégâts importants.
Entre la fin de 1944 et 1946 un camp de prisonniers de guerre allemands exista à Pleyber-Christ : le camp 116  hébergeait 2 070 prisonniers selon un rapport du
14 septembre 1945 : la nourriture et l'habillement des prisonniers sont selon ce rapport m'avais et l'hygiène déplorable avec de vermine signalée.

#### L'après Seconde Guerre mondiale
Des courses hippiques furent organisées sur l'hippodrome du Croas-Tor jusqu'en 1962.
André Moreaux est mort pour la France pendant la Guerre d'Algérie.
Depuis 2007, Pleyber-Christ n'a plus de curé résidant. Les deux derniers curés ont été Jean Feutren, recteur de 1977 à 1987 (son nom a été donné à une place du bourg) et Yvon Le Grand, jusqu'en 2007.

## Démographie
L'évolution du nombre d'habitants est connue à travers les recensements de la population effectués dans la commune depuis 1793. Pour les communes de moins de 10 000 habitants, une enquête de recensement portant sur toute la population est réalisée tous les cinq ans, les populations de référence des années intermédiaires étant quant à elles estimées par interpolation ou extrapolation. Pour la commune, le premier recensement exhaustif entrant dans le cadre du nouveau dispositif a été réalisé en 2004.
En 2022, la commune comptait 3 175 habitants, en évolution de +1,89 % par rapport à 2016 (Finistère : +2,16 %, France hors Mayotte : +2,11 %).
| 1793  | 1800  | 1806  | 1821  | 1831  | 1836  | 1841  | 1846  | 1851  |
| ----- | ----- | ----- | ----- | ----- | ----- | ----- | ----- | ----- |
| 2 806 | 3 023 | 2 891 | 3 017 | 3 087 | 3 062 | 3 133 | 3 166 | 3 292 |

| 1856  | 1861  | 1866  | 1872  | 1876  | 1881  | 1886  | 1891  | 1896  |
| ----- | ----- | ----- | ----- | ----- | ----- | ----- | ----- | ----- |
| 3 430 | 3 221 | 3 393 | 3 468 | 3 454 | 3 412 | 3 319 | 3 351 | 3 238 |

| 1901  | 1906  | 1911  | 1921  | 1926  | 1931  | 1936  | 1946  | 1954  |
| ----- | ----- | ----- | ----- | ----- | ----- | ----- | ----- | ----- |
| 3 028 | 2 968 | 2 894 | 2 797 | 2 613 | 2 384 | 2 298 | 2 191 | 2 093 |

| 1962  | 1968  | 1975  | 1982  | 1990  | 1999  | 2004  | 2006  | 2009  |
| ----- | ----- | ----- | ----- | ----- | ----- | ----- | ----- | ----- |
| 2 157 | 2 187 | 2 525 | 2 812 | 2 828 | 2 790 | 2 882 | 3 061 | 3 044 |

| 2014  | 2019  | 2022  | - | - | - | - | - | - |
| ----- | ----- | ----- | - | - | - | - | - | - |
| 3 082 | 3 184 | 3 175 | - | - | - | - | - | - |

Commentaire : tout au long du XIXe siècle, la population de Pleyber-Christ évolue en dents de scie, oscillant entre 2 806 habitants en 1793 et 3 238 habitants en 1896 (gagnant donc quand même 432 personnes en 103 ans), mais en oscillant entre des maxima en 1856 (3 430 habitants) et surtout en 1872 (3 468 habitants, record absolu) et des minima relatifs en 1806 (2 891 habitants) et en 1836 (3 062 habitants), les évolutions sont toutefois modestes tout au long de ce siècle. Le déclin démographique, qui commence en fait dès 1872 mais reste faible pendant le dernier quart du XIXe siècle, s'amplifie et devient constant pendant la première moitié du XXe siècle, la commune perdant 1 145 habitants en 58 ans entre 1896 et 1954 soit - 35,3 % en raison d'un exode rural important. Un retournement démographique s'opère à partir de 1954, Pleyber-Christ connaissant un essor démographique constant pendant la seconde moitié du XXe siècle, regagnant 789 habitants entre 1954 et 2004 (+ 37,7 % en 50 ans) en raison de la périurbanisation liée à sa proximité de Morlaix et à sa bonne desserte en transports. En 2006, Pleyber-Christ dépasse de peu (de 76 personnes) sa population de 1793, faisant preuve, par delà les variations survenues au cours de ces deux siècles, d'une remarquable stabilité démographique sur le long terme. Les premières années du XXIe siècle connaissent toutefois un regain de dynamisme puisque le dernier recensement effectué en 2007 traduit un gain de plus de 300 habitants en trois ans.
La densité de population est de 69 habitants au km².
Entre 1999 et 2007, en 9 ans donc, les naissances ont été de 328 et les décès de 322, témoignant d'un remarquable équilibre naturel puisque les nombres sont quasi identiques.

### Évolution du rang démographique
| selon la population municipale des années : | 1968 | 1975 | 1982 | 1990 | 1999 | 2006 | 2009 | 2013 |
| Rang de la commune dans le département      | 79   | 64   | 66   | 70   | 73   | 71   | 71   | 73   |
| Nombre de communes du département           | 286  | 283  | 283  | 283  | 283  | 283  | 283  | 283  |

En 2017, Pleyber-Christ était la 75e (/277) commune du département en population avec ses 3 139 habitants (territoire en vigueur au 1er janvier 2020), derrière Saint-Yvi (74e avec 3 155 habitants) et devant Mellac (76e avec 3 112 habitants).

## Économie
La culture des pommes de terre fut longtemps une activité agricole importante dans la commune. Un insecte ravageur, le taupin, dont les larves surnommées « vers fil de fer » creusaient des galeries dans les tubercules, leur faisant perdre beaucoup de valeur marchande, proliféra après la Seconde Guerre mondiale. Dès 1947, un laboratoire de l'INRA (Institut national de la recherche agronomique), dirigé par Jacques d'Aguilar, s'installa dans la commune et travailla en collaboration avec la Fédération nationale des producteurs de plants de pommes de terre (FNPPPT). Un menhir commémoratif érigé à Kergalein, inauguré le 6 septembre 1951, rappelle cette aventure scientifique.
Le 24 janvier 1984 une violente manifestation agricole eut lieu à Pleyber-Christ, marquée par un discours musclé d'Alexis Gourvennec, le chef du syndicat agricole FNSEA.
Un parc éolien, formé de neuf éoliennes, d'une puissance installée totale de 5,4 MW et d'une production annuelle estimée moyenne de 13 GWh, a été mis en service en 2007 à Coat Conval.

## Politique et administration

### Liste des maires

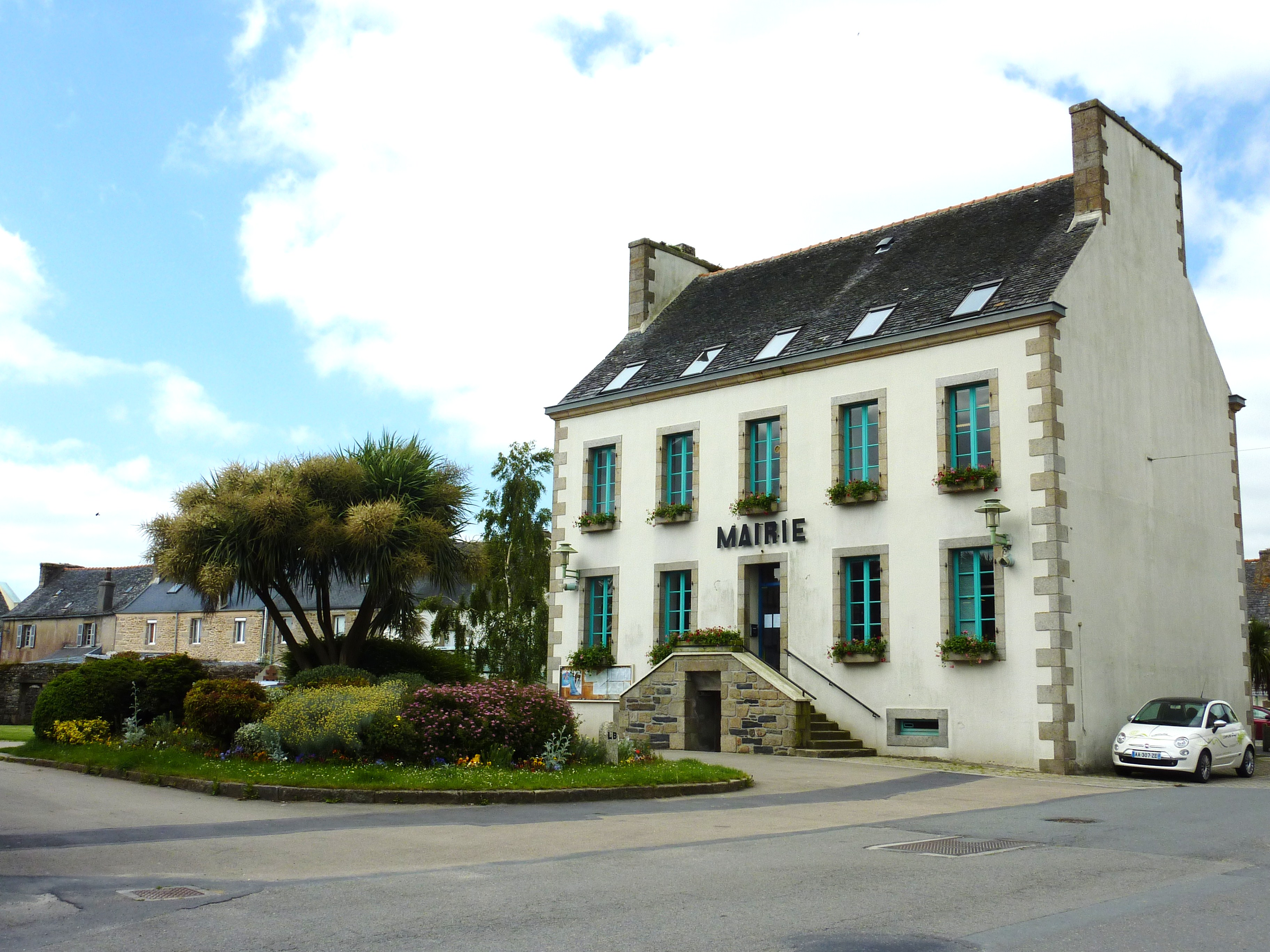
La mairie.

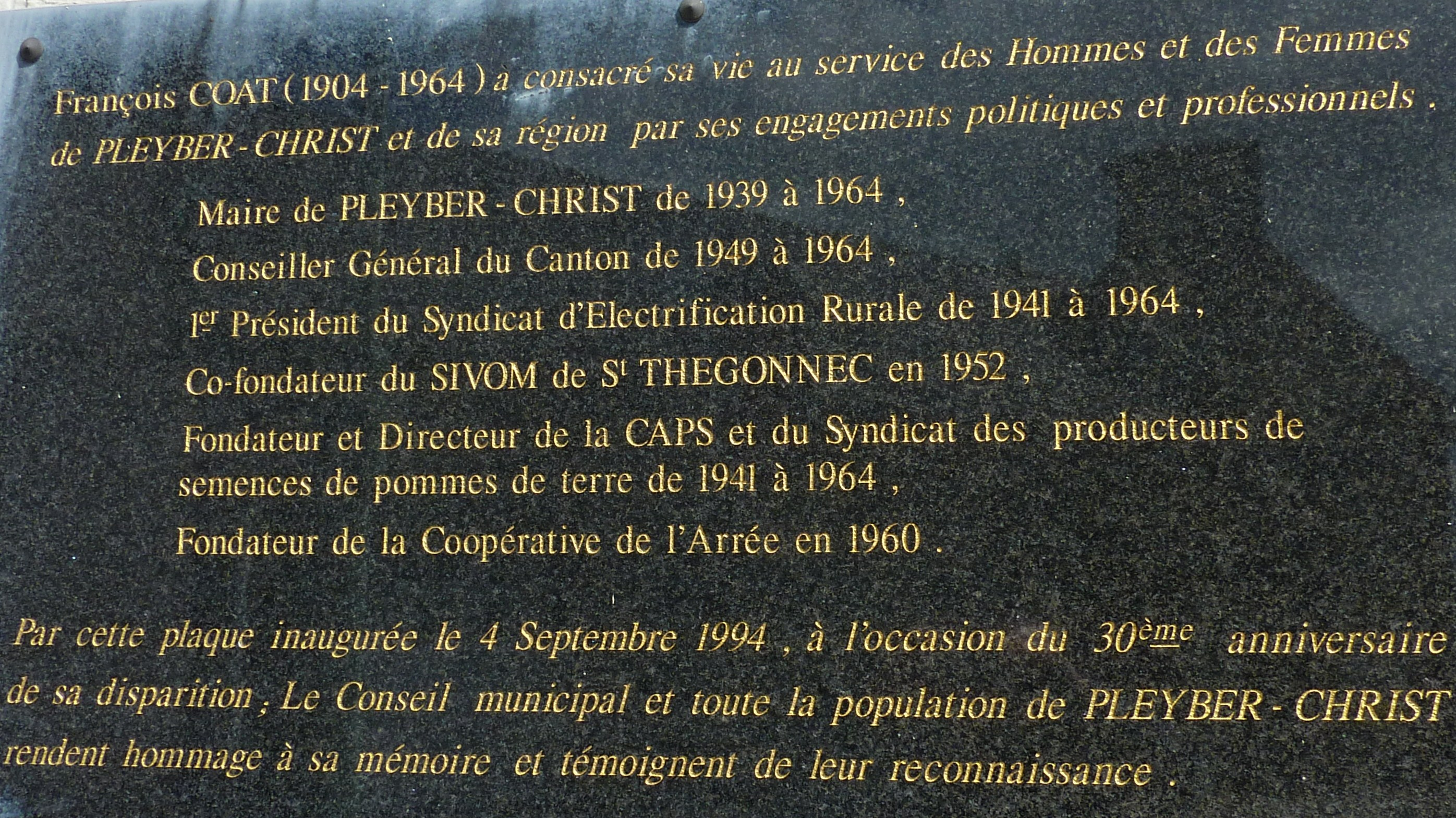
Plaque commémorative en l'honneur de François Coat.

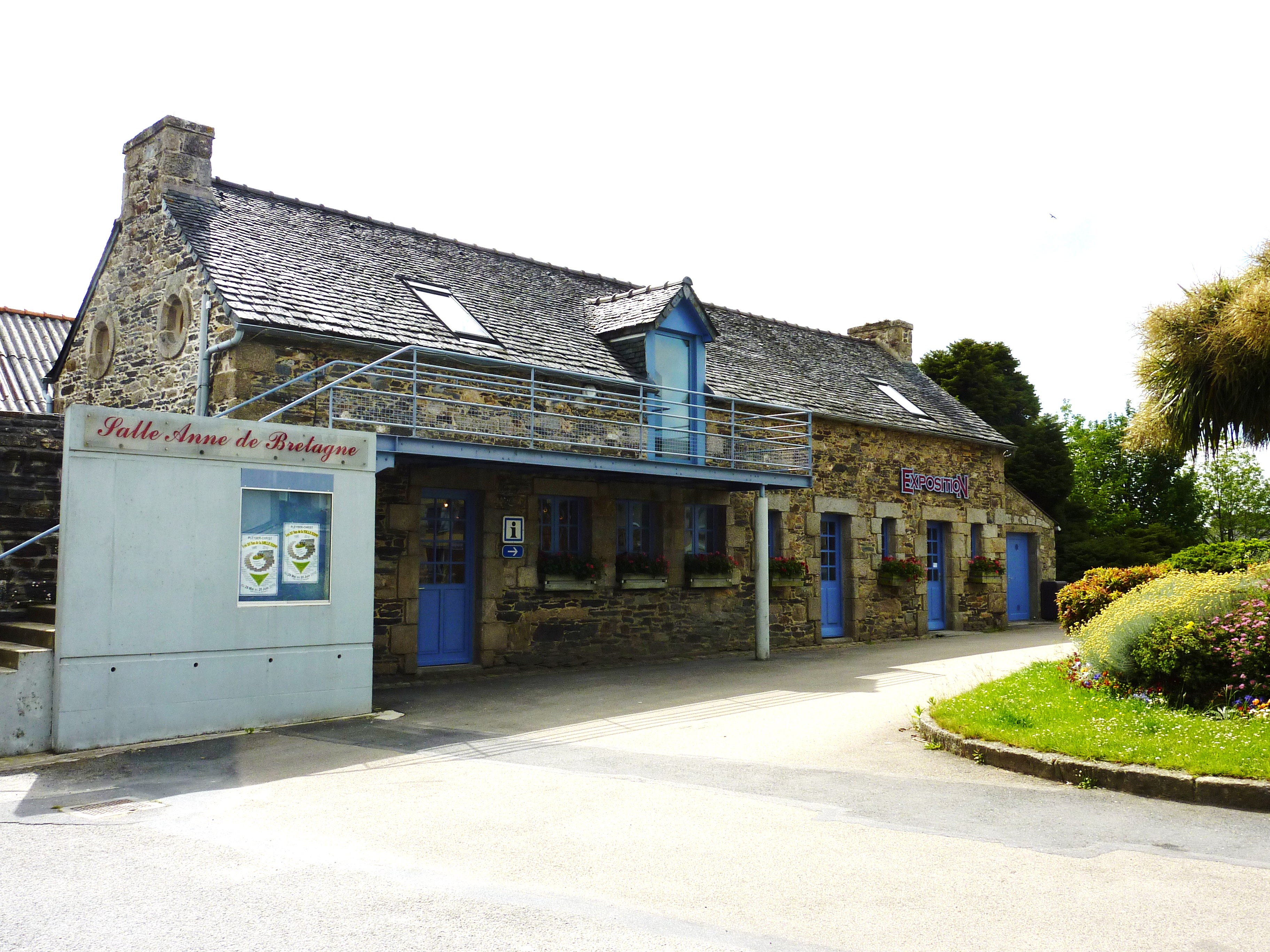
La salle d'exposition Anne de Bretagne.
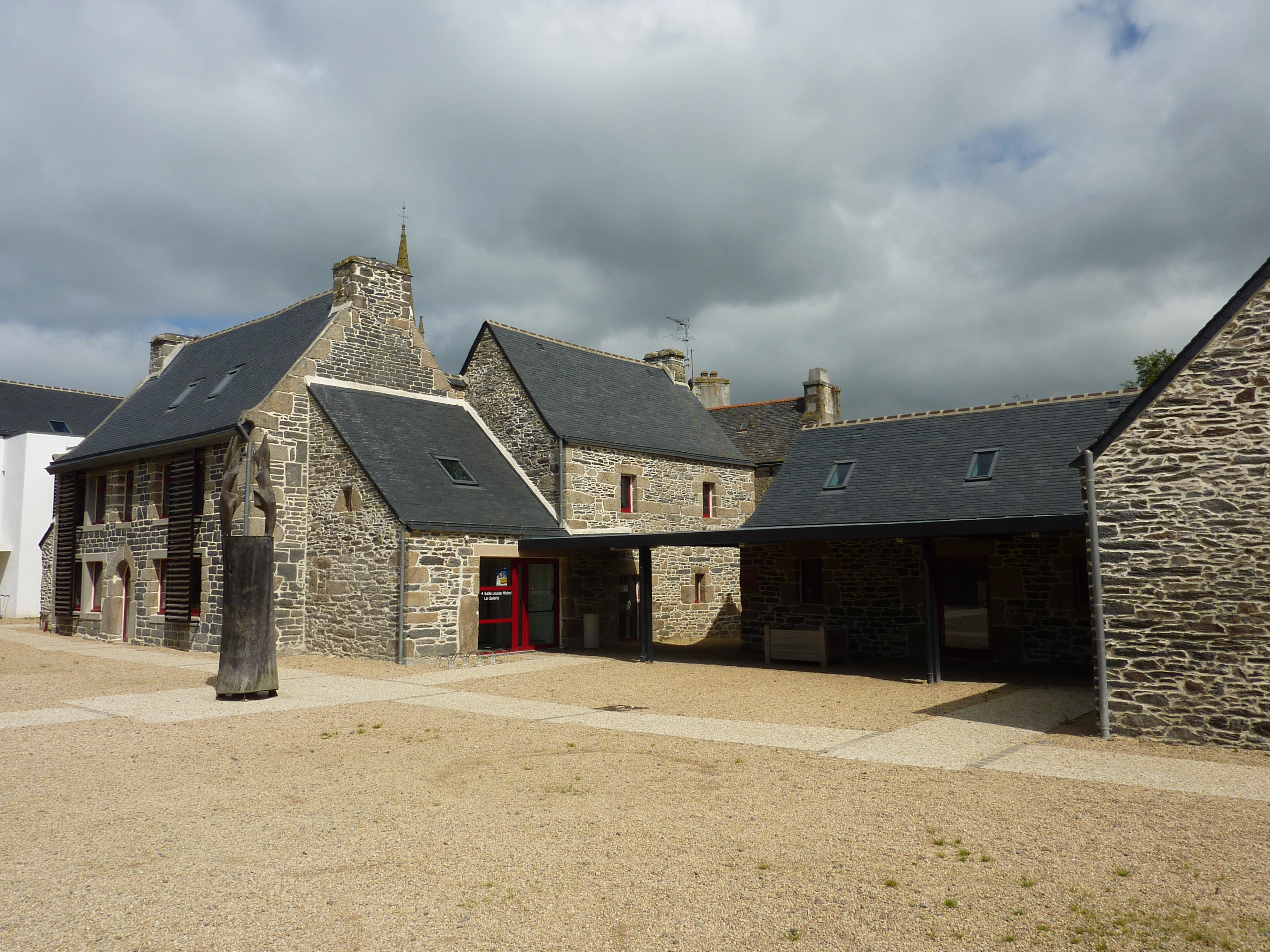
La médiathèque dans l'ancienne ferme de Porz-Ruz.

### Jumelages
- Lostwithiel depuis 1979

## Langue bretonne
À la rentrée 2017, 50 élèves étaient scolarisés dans la filière bilingue publique (soit 14,5 % des enfants de la commune inscrits dans le primaire).

## Monuments et sites

### Édifices religieux

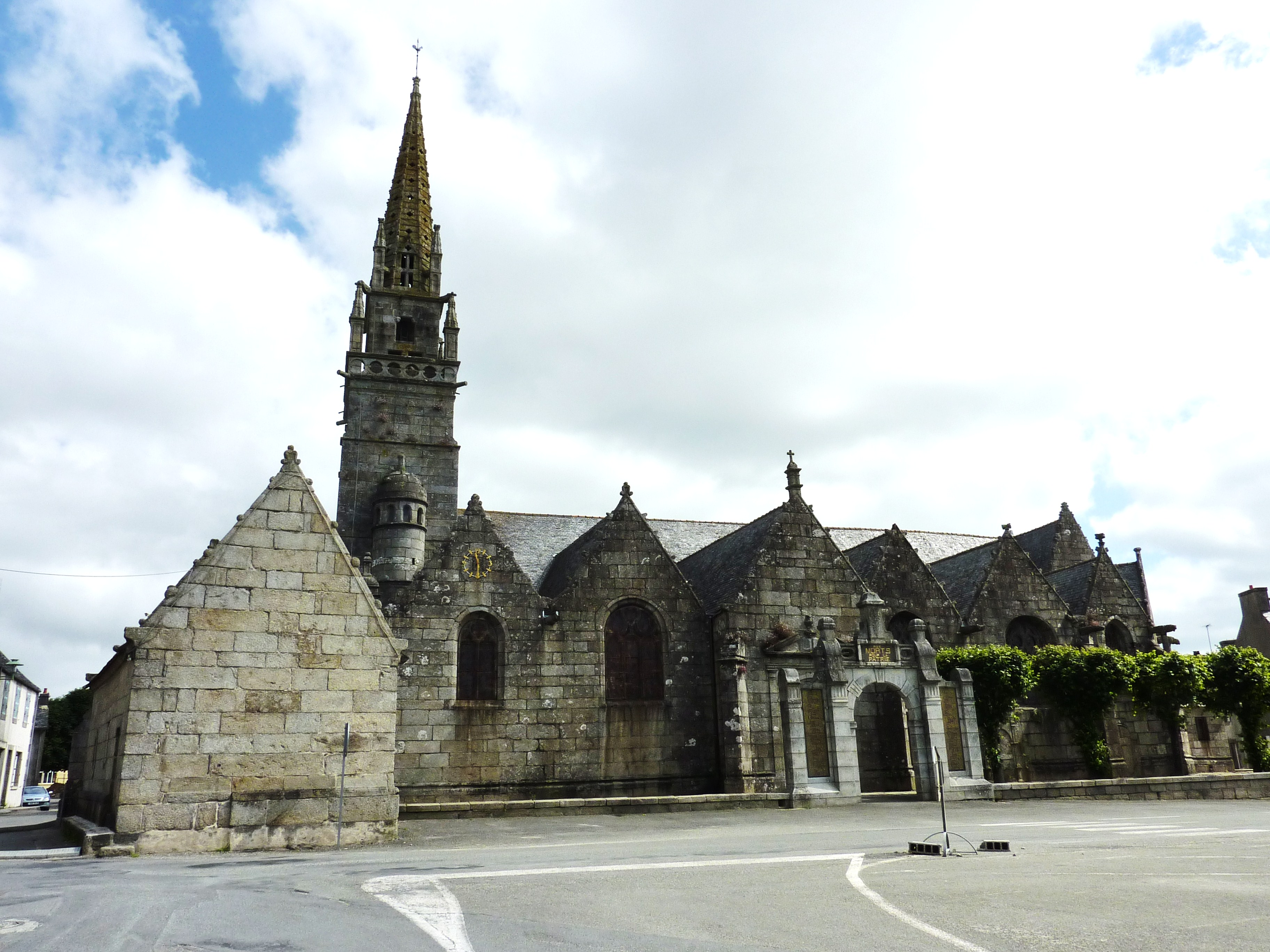
L'église paroissiale Saint-Pierre.

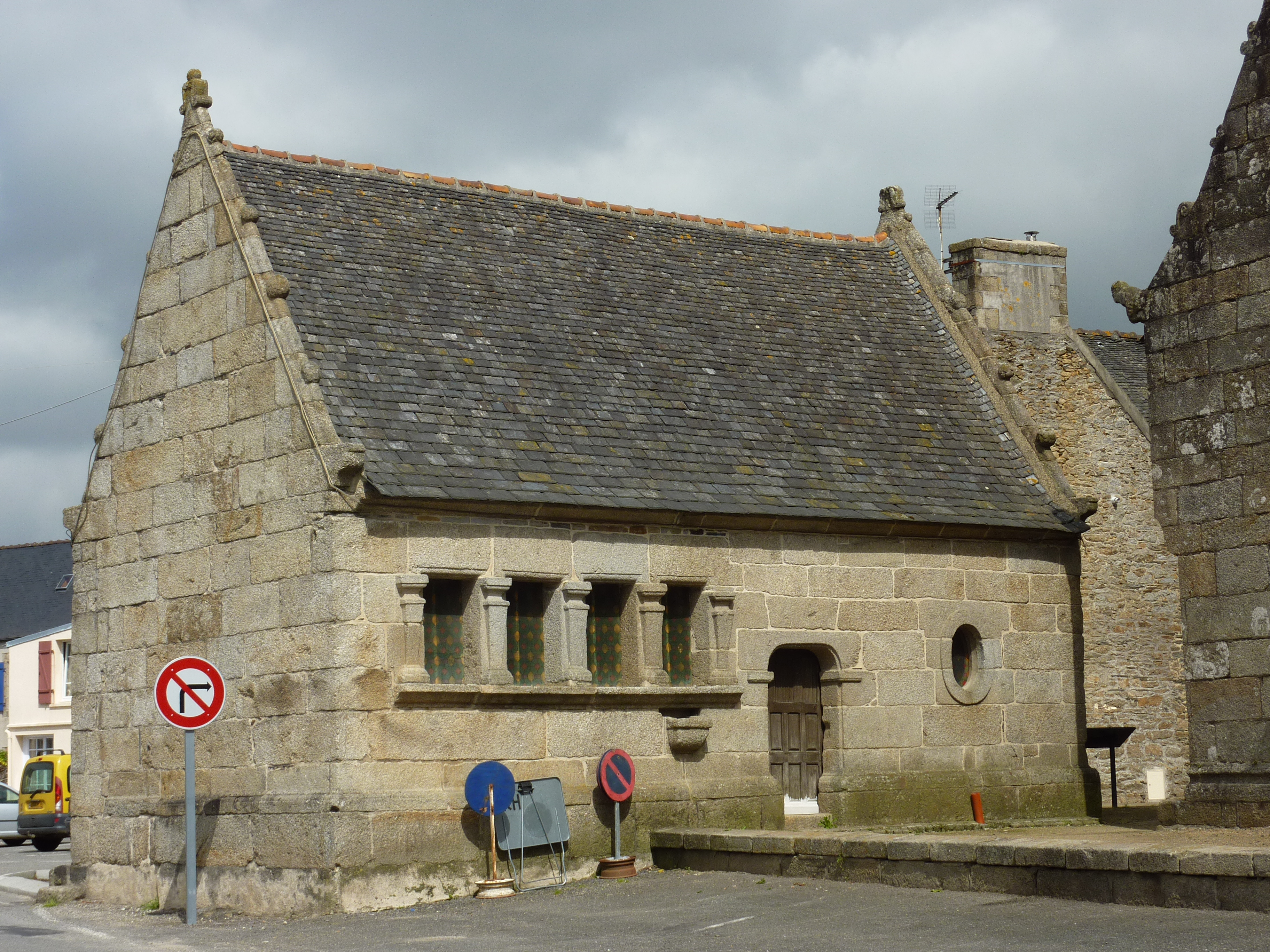
La chapelle reliquaire (ossuaire).

- L'église paroissiale Saint-Pierre est classée au titre des monuments historiques depuis 1914[58], en même temps que l'ossuaire.

- La chapelle reliquaire (ossuaire), classée au titre des monuments historiques  avec l’église Saint-Pierre en 1914[58], date de 1737. Sa charpente et sa toiture ont été rénovées en 1995. Elle abrite une poutre d'un édifice précédent datant de 1573.

Ces deux sites se trouvent sur le chemin historique du Tro Breizh.
- La chapelle du Christ fut construite en 1747 à la suite d'un événement jugé miraculeux qui eut lieu en 1735 : une flamme éblouissante brûla pendant plusieurs jours au-dessus d'une fontaine de dévotion qui existait en ce lieu[59] et qui était une étape pour les pèlerins du Tro Breizh. La raison en est probablement que cette fontaine, nommée Feunteun Krist, se trouvait dans un lieu marécageux et que les émanations gazeuses s'enflammèrent spontanément (feux follets). Détruite en 1829, la chapelle a été reconstruite les années suivantes. Le calvaire de la chapelle du Christ a probablement été édifié en 1823 à partir de morceaux de calvaires antérieurs abattus pendant la Révolution française, certaines parties du calvaire portent des inscriptions datant de 1536 et 1574. En 2002, la fontaine-oratoire a été reconstruite grâce à l'association « les Amis de la chapelle ».

La commune possède de nombreux calvaires :
- le calvaire de Roz-ar-c’ha date de 1531. Il est le plus ancien de la commune. Il porte une inscription latine: « Fit fera ceta cros. O. K/IELL ' lan 1531 » (« Fit faire cette croix. Olivier Kerriel l'an 1531 » ;
- le calvaire de Kervern, endommagé, date de 1647. Saint François, la Vierge Marie, Sainte Marguerite et Saint Jean y sont représentés ;
- le calvaire de Sant Alar (nom breton de Saint Éloi) borde un chemin antique (le grand chemin de Morlaix au Faou) jadis très fréquenté. Le calvaire porte un Christ en croix, Saint François, Saint Pierre, la Sainte Vierge, Marie-Madeleine portant un vase de parfums[60] ;
- le calvaire de Saint Donat, souvenir de la mission de 1911. Une chapelle existait au XIXe siècle, désaffectée en 1876.

### Châteaux, manoirs, maisons remarquables

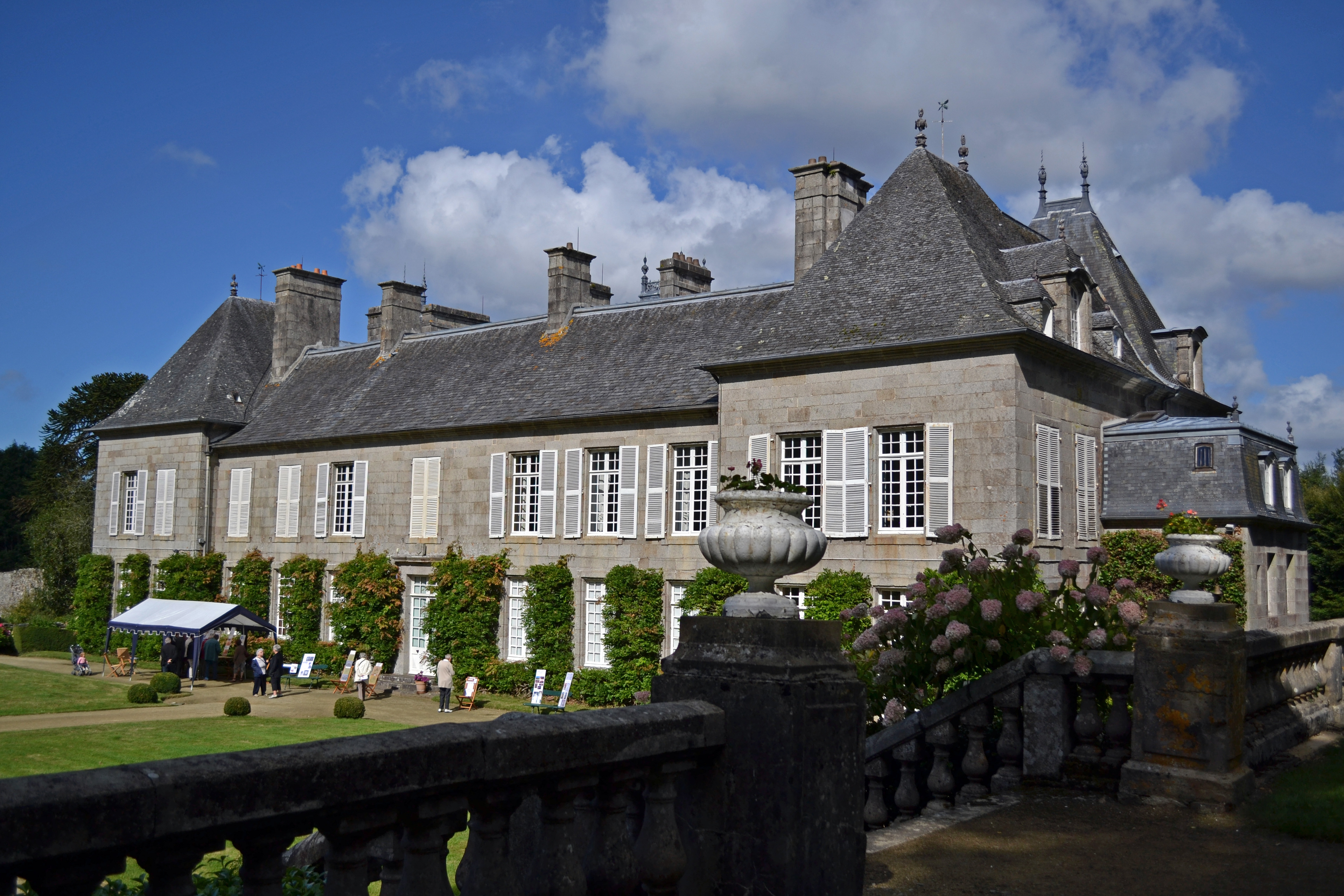
Le château de Lesquiffiou et son jardin à la française.

- Le château de Lesquiffiou : construit au XVIIe siècle (le bâtiment principal central date de 1698), probablement à l'emplacement d'un manoir plus ancien dont il subsiste le pigeonnier qui date du XVIe siècle. Le château est inscrit au titre des monuments historiques depuis 1992[61]. Ce château possède une bibliothèque remarquable : c'est dans ses rayons qu'a été retrouvé au début du XXe siècle le récit de la vie de Jean Conan[62].
- Le manoir de Treuscoat date des XVe et XVIe siècles. Il fut vendu le 14 septembre 1458 par Allain de Rohan, vicomte du Léon à Jehan de Kergrist. Il a conservé fière allure avec sa tourelle en dépit des modifications survenues et possède une chapelle dédiée à saint Goulven[63].
- Le manoir de Lohennec date du XVIe siècle, peut-être même partiellement du XVe siècle et dispose aussi d'une chapelle consacrée à Saint Vennec.
- Le manoir de Coat-Conval et sa chapelle.
- Des maisons de tisserand dont l'une date de 1647.
- La maison des Andrieux date du XIXe siècle et fut construite par l'industriel papetier.
- Le site du Télégraphe[64], à la limite entre Pleyber-Christ et Saint-Thégonnec, a été redécouvert récemment et conserve la base de la tour du relais du télégraphe Chappe.
- Plusieurs sentiers pédestres ont été aménagés : le circuit des Trois Bois, Riboul Potic, la boucle du bourg à la vallée[65] et un sentier VTTestre[66]. Une association locale « Au fil du Queffleuth et de la Penzé » propose des sorties organisées[67].

## Personnalités liées à la commune
- François-Yves de la Roche-Kerandraon, du manoir de Keroual en Pleyber-Christ, page du comte d'Artois en 1772, garde marine en 1776, participa, âgé alors de 17 ans, au célèbre combat de la Belle Poule contre la frégate anglaise HMS Arethusa (l' Aréthuse) le 17 juin 1778 au large de Plouescat ; il eut le bras cassé après deux heures de combat, mais reprit son poste et fut promu pour ce fait d'armes enseigne de vaisseau, devenant le plus jeune officier de marine de son temps, fut fait chevalier de l'Ordre de Saint-Louis et fut admis à l'Assemblée des États de Bretagne en octobre 1778  âgé de seulement 19 ans[68].
- Thomas L'Affichard (1698-1754), écrivain, né à Pleyber-Christ.

## Dicton
- Voici la traduction française d'un dicton traditionnel en langue bretonne concernant Pleyber-Christ :

 À Lampaul les cornes

 À Saint-Thégonnec les bombances

 À Guimiliau les mauvaises langues

 Plounéour la pauvre

 Commana la misérable

 À Pleyber-Christ est la sagesse.